# Isabel (Kansas)
Isabel és una població dels Estats Units a l'estat de Kansas. Segons el cens del 2000 tenia 108 habitants.

## Demografia
Segons el cens del 2000, Isabel tenia 108 habitants, 46 habitatges, i 31 famílies. La densitat de població era de 166,8 habitants/km².
Dels 46 habitatges en un 26,1% hi vivien nens de menys de 18 anys, en un 67,4% hi vivien parelles casades, en un 0% dones solteres, i en un 32,6% no eren unitats familiars. En el 30,4% dels habitatges hi vivien persones soles el 21,7% de les quals corresponia a persones de 65 anys o més que vivien soles. El nombre mitjà de persones vivint en cada habitatge era de 2,35 i el nombre mitjà de persones que vivien en cada família era de 2,94.
Per edats la població es repartia de la següent manera: un 22,2% tenia menys de 18 anys, un 10,2% entre 18 i 24, un 19,4% entre 25 i 44, un 31,5% de 45 a 60 i un 16,7% 65 anys o més.
L'edat mediana era de 44 anys. Per cada 100 dones de 18 o més anys hi havia 82,6 homes.
La renda mediana per habitatge era de 23.125 $ i la renda mediana per família de 27.917 $. Els homes tenien una renda mediana de 24.375 $ mentre que les dones 19.375 $. La renda per capita de la població era de 12.795 $. Entorn del 18,5% de les famílies i el 17% de la població estaven per davall del llindar de pobresa.

## Poblacions properes
El següent diagrama mostra les poblacions més properes.